# Heteropoda montana
Heteropoda montana är en spindelart som beskrevs av Anna Maria Sibylla Merian 1911. Heteropoda montana ingår i släktet Heteropoda och familjen jättekrabbspindlar.
Artens utbredningsområde är Sulawesi. Inga underarter finns listade i Catalogue of Life.